# Bundeskriminalamt (Niemcy)

Logo Bundeskriminalamt

Bundeskriminalamt (Bundeskriminalamtⓘ lub BKAⓘ, z niem. Federalny Urząd Kryminalny lub Federalny Urząd Śledczy) – federalna policyjna agencja śledcza w Niemczech podlegająca bezpośrednio Federalnemu Ministerstwu Spraw Wewnętrznych. Jako że egzekwowanie prawa w Niemczech jest w rękach krajów związkowych, BKA angażuje się tylko w sprawy międzynarodowej przestępczości zorganizowanej lub na wniosek właściwych organów państwa lub federalnego ministra spraw wewnętrznych. Prokurator federalny może ją skierować do badania przypadków szczególnych interesu publicznego.
BKA nie należy mylić z austriackim Federalnym Biurem Śledczym, które również nazywa się Bundeskriminalamt, ale w skrócie .BK – (kropka z przodu).

## Zadania
Obowiązkiem BKA jest koordynacja organów ścigania we współpracy z biurami dochodzenia karnego poszczególnych krajów związkowych Niemiec (te landowe biura śledcze znane są jako Landeskriminalamt, w liczbie mnogiej Landeskriminalämter) oraz prowadzenie śledztw w przypadku poważnych przestępstw, zwłaszcza gdy zaangażowane są inne państwa.
BKA ma swoją siedzibę w Wiesbaden i zajmuje trzy różne miejsca w mieście, z których jedno należało w latach 1945–1993 do Sił Powietrznych USA. Poza Wiesbaden siedziby BKA znajdują się w Berlinie, Bonn i Meckenheim.
W BKA działa około 5200 funkcjonariuszy, których najważniejszymi zadaniami w służbie są:
- koordynacja działań między Federacją a policją poszczególnych krajów związkowych (szczególnie z organami prowadzącymi dochodzenia karne),
- zbieranie i analiza danych wywiadowczych oraz zarządzanie bazą danych INPOL(inne języki) (baza danych dotyczących wszystkich ważnych przestępstw i przestępców),
- badanie spraw terroryzmu oraz innych przestępstw umotywowanych politycznie, jak również przestępstw narkotykowych, dotyczących broni oraz finansowych i/lub ekonomicznych
- ochrona świadków federalnych,
- działanie jako izba rozrachunkowa w celu identyfikacji i katalogowania zdjęć i informacji nt. ofiar wykorzystywania seksualnego dzieci, podobnie do National Center for Missing & Exploited Children(inne języki) w Stanach Zjednoczonych.

BKA pomaga krajom związkowym w zakresie spraw sądowych, badań naukowych i organizacji śledztwa. Jest to niemieckie, centralne biuro Europolu, Schengen Information System, niemieckiego AFIS, czyli Automatycznego Systemu Rozpoznawania Odcisków Palców (ang. Automated Fingerprints Indentification System) oraz Interpolu.

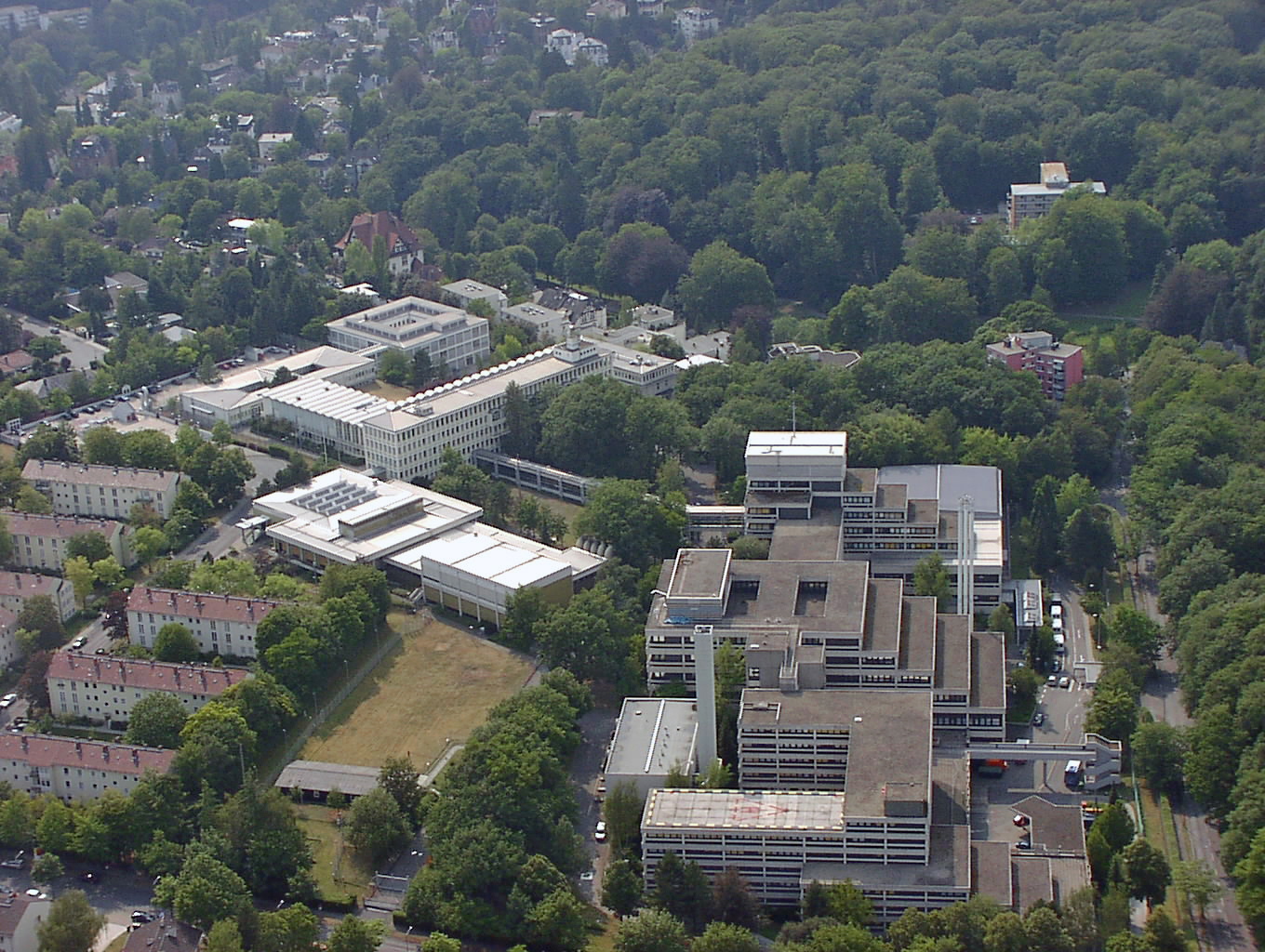
Główna siedziba BKA w Wiesbaden
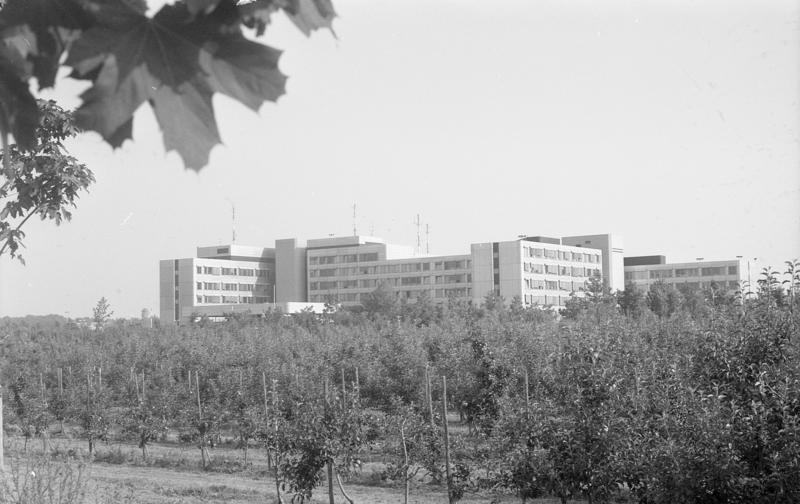
Siedziba BKA w Meckenheim
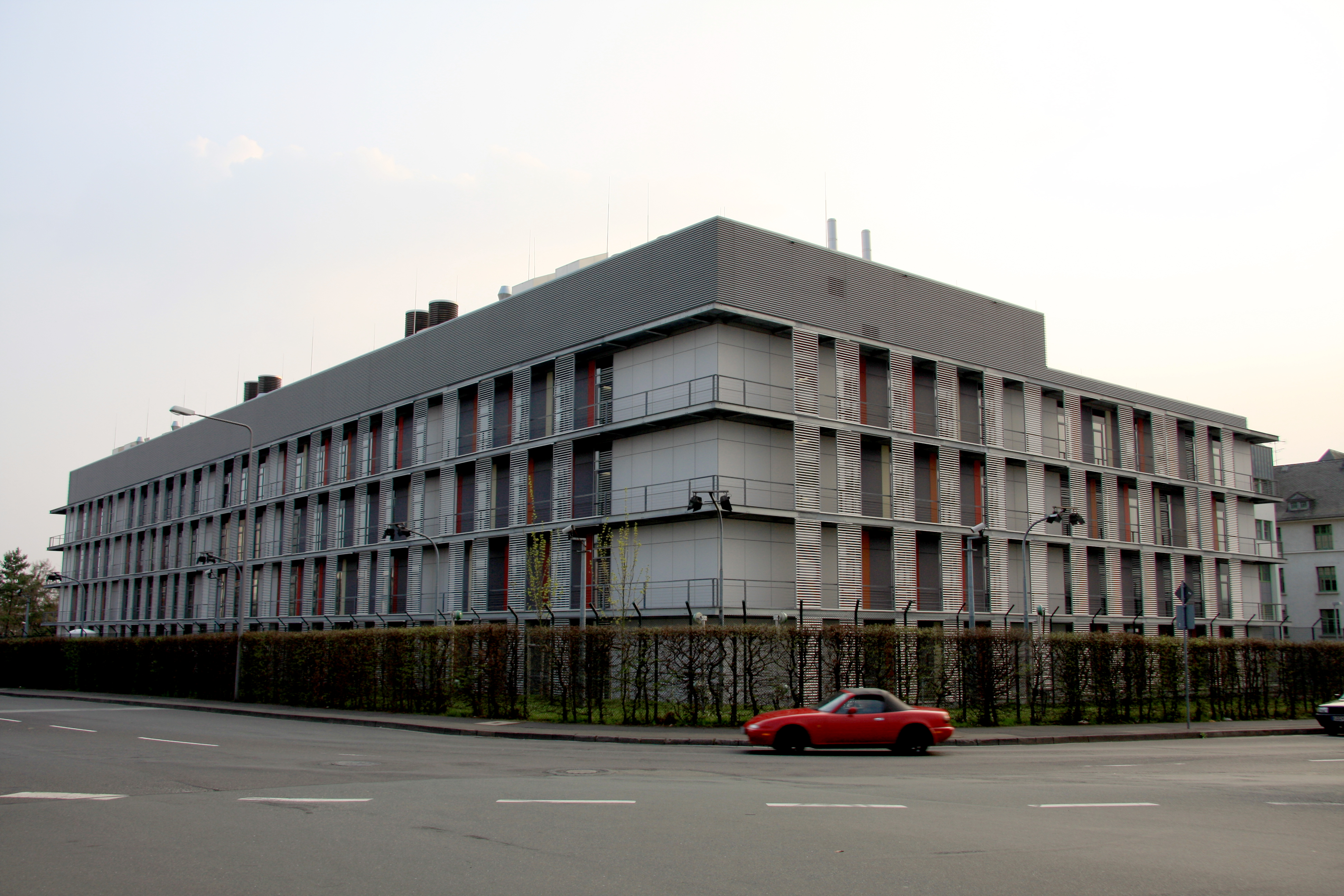
Nowe laboratorium kryminalistyczne BKA
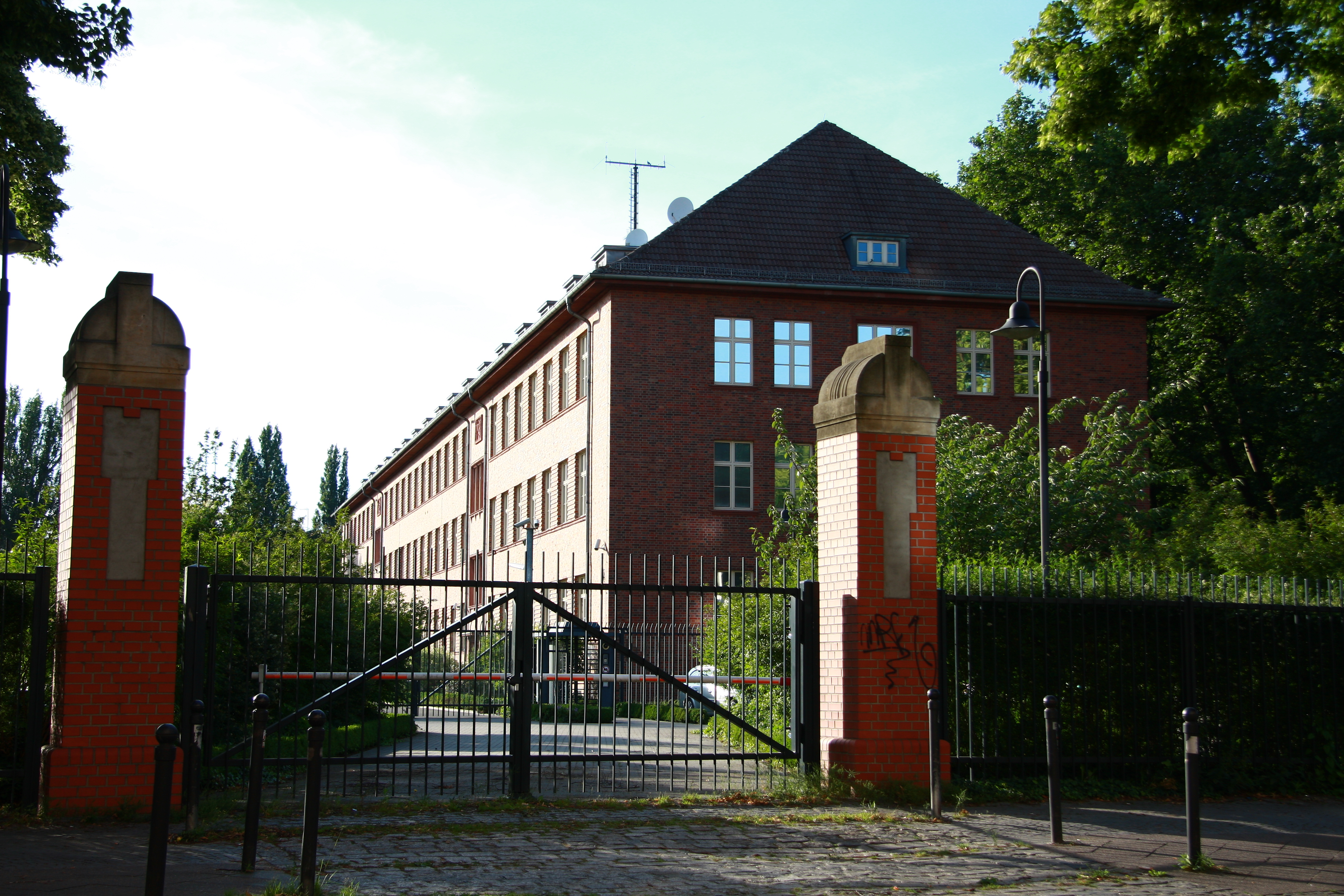
Biura w Berlinie wraz z zespolonym centrum przeciwdziałania terroryzmowi niemieckich tajnych agencji
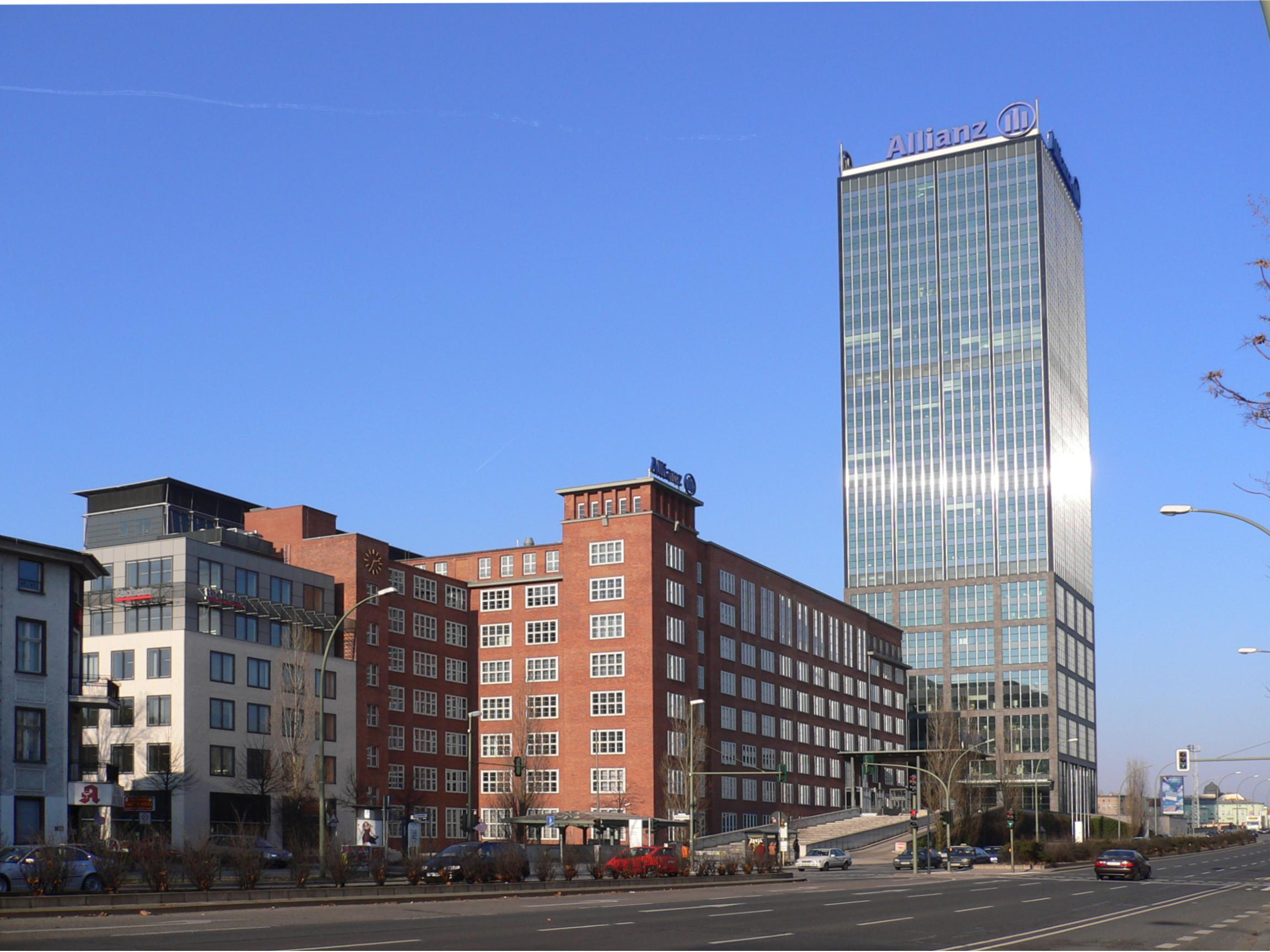
„Treptower” w Berlinie z biurami BKA

## Struktura organizacyjna
Na strukturę BKA składają się następujące departamenty:
- ST – bezpieczeństwa państwa,
- SO – przestępczości zorganizowanej,
- SG – ochrony,
- ZD – kryminalistyczny,
- KT – Instytut Techniki Kryminalistycznej,
- KI – Instytut Kryminalistyki,
- IT – teleinformatyki,
- IK – koordynacji międzynarodowej,
- ZV – zabezpieczenia (kadry i logistyka).

## Kierownictwo

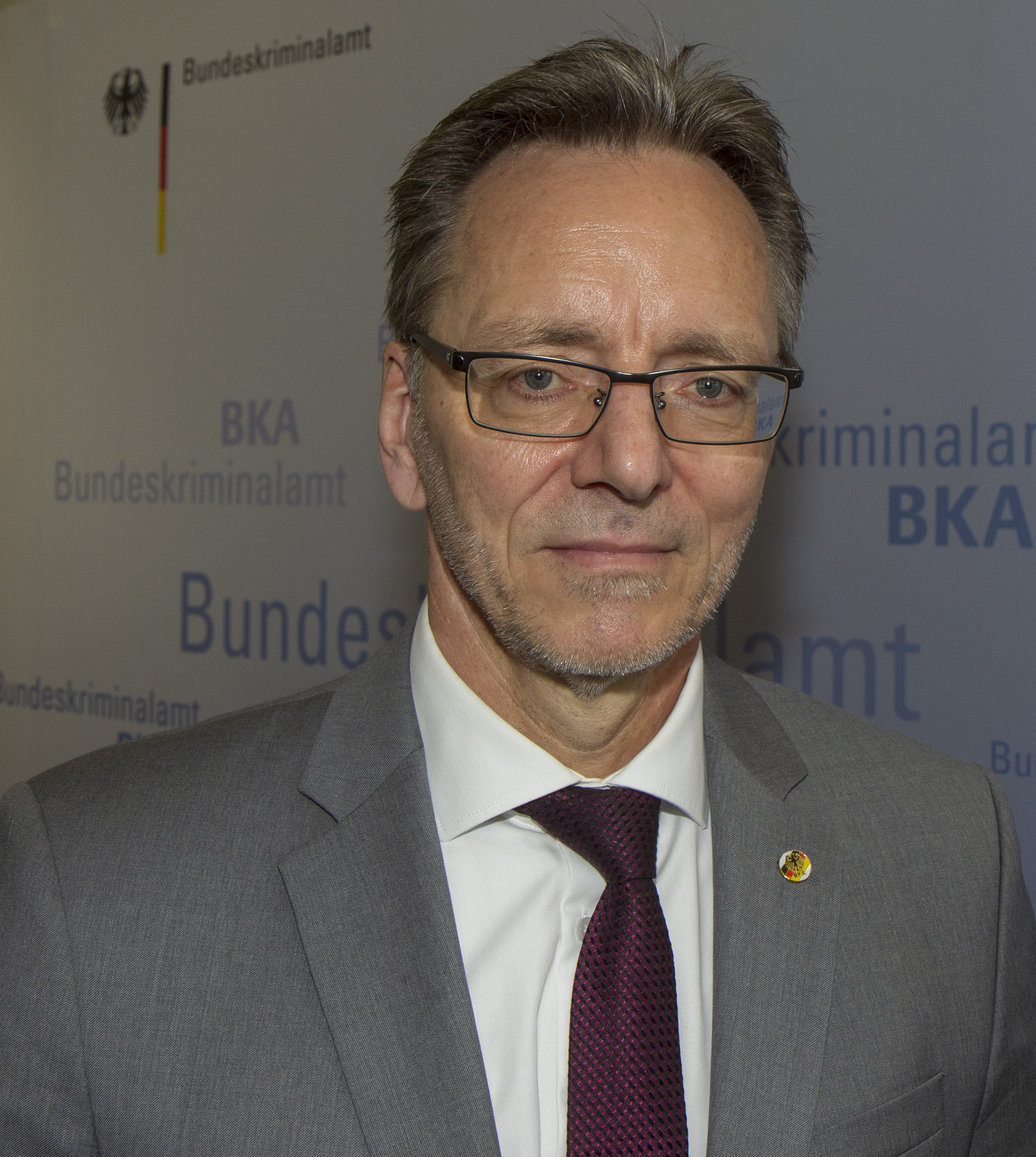
Holger Münch (2019)

Na czele urzędu stoi prezydent oraz 2 zastępców.
- Dr. Max Hagemann(inne języki) (1951 – 1952)
- Dr. Hanns Jess(inne języki) (1952 – 1955)
- Reinhard Dullien(inne języki) (1955 – 1964)
- Paul Dickopf(inne języki) (1965 – 1971)
- Horst Herold (1971 – marzec 1981)
- Heinrich Boge(inne języki) (marzec 1981 – 1990)
- Hans-Ludwig Zachert (1990 – kwiecień 1996)
- Klaus Ulrich Kersten(inne języki) (kwiecień 1996 – 26 lutego 2004)
- Jörg Ziercke(inne języki) (26 lutego 2004 – 30 listopada 2014)
- Holger Münch(inne języki) (od 1 grudnia 2014)